# Sant Simó de Tavascan
Sant Simó de Tavascan és l'antiga església parroquial Romànica del poble de Tavascan, en el terme municipal de Lladorre, a la comarca del Pallars Sobirà. Està situada al centre del poble, al costat de migdia de l'església de Sant Bartomeu de Tavascan.

## Descripció
Actualment resten encara dos murs de certa alçada que formen un angle, construït amb aparell irregular i arrebossat. Presenten contraforts externs. En el parament oest, el de major alçada, s'obre una finestra d'arc de mig punt. Al costat mateix de l'actual parròquia, es troben restes de l'antiga que fou destruïda per una allau, sembla que és d'origen preromànic.

## Història
El lloc de Tavascan es esmentat com a fita en el document, datat entre el 1120 i el 1122, en què els homes de Cardós juraren al bisbe Ot defensar el patrimoni que l'església de Santa Maria de la Seu d'Urgell tenia a la Vall Ferrera. A l'acta de consagració de Sant Martí de Cardós o del Pui del 1146, consta que els homes del lloc havien de contribuir al sosteniment de la nova església amb un modí anual de blat. En l'acta de consagració de Santa Maria de Gerri, del 1149, Guillem Arnau de Malmercat la dotava amb un mas situat a Tavascan; mas que podria correspondre al mas de Sant Adrià, que apareix relacionat entre els béns del monestir en el capbreu de la cambreria datat vers l'any 1338.
A l'acta de consagració de la Seu d'Urgell entre els llocs de la Vall Farrera, figura curiosament Tavascanni.
L'església de sant Simeó de Tavascan consta com a església parroquial en la relació feta pels delegats de l'arquebisbe de Tarragona en la seva visita al deganat de Cardós l'any 1314. Desconeixem quan es produí el canvi de titularitat de l'església, però a la visita pastoral del 1575 ja s'anomena Sant Bartomeu de Tavascan; de la mateixa manera, no tenim notícies documentals de la construcció de l'edifici actual, que sembla que ja era datat el 1758. Actualment aquesta parròquia és inclosa dins la parròquia de Llavorsí.